# شركة إندوراما
إندوراما كوربوريشن (بالإنجليزية: Indorama Corporation) هي مجموعة شركات مقرها سنغافورة ولها أصول تحت إسم Indorama Synthetics، تأسست المجموعة سنة 1975 في إندونيسيا. وتُنتج البولي إيثيلين والبولي بروبيلين وألياف البوليستر وخيوط السبانديكس والخيوط المغزولة والأقمشة وغيرها من المنتجات. تحظى المجموعة بوجود في العديد من البلدان وهي مُنتج رئيسي للبولي أوليفينات (Polyolefin) .

## تاريخ
بدأت العمل في عام 1975 بتأسيس Indorama Synthetics في بورواكارتا وهي بلدة إندونيسية في جاوة الغربية، حيث أسسها موهان لال لوهيا وابنه سري براكاش لوهيا وهم مهاجرين من الهند. نمت أعمالهم من مصنع صغير للخيوط المغزولة ليتحولوا لأكبر مُنتج للمواد الخام المستعملة في النسيج في إندونيسيا، وتنوعت إلى إنتاج المواد الخام للبوليستر والبولي إيثيلين تيريفثاليت (PET) ثم توسعت لاحقًا إلى البتروكيماويات في إفريقيا. في العام 2008، أُعيد تنظيم أعمال الشركة، حيث بُيعت أعمال البوليستر والبولي إيثيلين تيريفثاليت(PET) إلى Indorama Ventures ومقرها تايلاند - وهي مجموعة شركات أخرى تابعة لعائلة لوهيا ، يرأسها ألوك وهو شقيق سري براكاش لوهيا- بينما شركة إندوراما (Indorama) التي تأسست في سنغافورة كشركة قابضة تابعة لشركة Indorama Synthetics . أميت براكاش يدير المجموعة الآن وهو نجل سري براكاش.  